# Camino de San Marcos
Camino de San Marcos är en ort i Mexiko.   Den ligger i kommunen Ahuacatlán och delstaten Puebla, i den sydöstra delen av landet, 150 km öster om huvudstaden Mexico City. Camino de San Marcos ligger 1 464 meter över havet och antalet invånare är 286.
Terrängen runt Camino de San Marcos är kuperad österut, men västerut är den bergig. Runt Camino de San Marcos är det ganska tätbefolkat, med 160 invånare per kvadratkilometer. Närmaste större samhälle är Zacatlán, 13,0 km sydväst om Camino de San Marcos. I omgivningarna runt Camino de San Marcos växer i huvudsak blandskog.